# Ashes Remain
Ashes Remain es una banda de rock cristiano proveniente de Maryland, Estados Unidos. Está compuesta por el vocalista Josh Smith, los guitarristas Rob Tahan y Ryan Nalepa, el bajista Jon Hively y el baterista Ben Kirk. Hasta la fecha han lanzado cuatro álbumes: Lose the Alibis (2003), Last Day Breathing (2007) What I've Become (2011) y Let The Light In (2017); dos EP, Red Devotion (2009)  Christmas EP (2012);y un sencillo no incluido en alguna producción: «Separated» (2004).

## Historia
Cierto día de verano, Josh Smith y Ryan Nalepa se conocieron mientras dirigían los cantos de adoración en un campamento joven congregado a 45 minutos de Gettysburg, Pensilvania, al final de una carretera llamada Grave Run en la rural Maryland. Con el tiempo, ambos decidieron formar un grupo musical hasta que meses después Smith recibió una llamada telefónica en la cual le invitaban a ser líder de alabanza a tiempo completo en una iglesia de Maryland, que precisamente se encontraba a diez minutos de la casa de Nalepa, hecho que facilitó la formación de la banda. Con el paso del tiempo, se unieron a ellos Rob Tahan, Jonathan Hively y Ben Kirk, completando la alineación inicial de Ashes Remain.
Empezaron presentándose en varios locales como The Recher Theatre, Fletchers, The Funk Box, The Thunder Dome y en Have a Nice Day Café, también abriendo conciertos a bandas como Laughing Colors, Madison Greene y Disciple. Su primera producción titulada Lose The Alibis fue lanzada en 2003, llegando a vender 2000 copias. Más adelante lanzarían su segundo álbum, al que titularon Last Day Breathing.
Tras firmar con Fair Trade Services a finales de 2010, la banda se unió al guitarrista y productor Rob Hawkins para producir su primer álbum con sello discográfico. Fue así como se lanzó What I've Become, cuyos temas empezaron a sonar varias veces en los diales de radio cristianos. El disco según comentó el grupo en una entrevista, fue influenciado por artistas como 3 Doors Down, Rage Against the Machine, 311, Tool, Imogen Heap y Circa Survive. El primer sencillo se tituló «Everything Good».
En 2012, la banda fue nominada en los GMA Dove Awards en la categoría álbum rock del año. El 28 de agosto del siguiente año, la banda anunció en su cuenta de Facebook que se encontraban elaborando canciones para un nuevo álbum.

## Miembros de la banda
- Josh Smith – Voz principal
- Rob Tahan – Guitarra líder
- Ryan Nalepa – Guitarra rítmica y teclados
- Jon Hively – Bajo
- Ben Kirk – Batería

## Discografía

### Álbumes y EP
| 2003                                                     | Lose the Alibis - Fecha de lanzamiento: junio de 2003 - Sello discográfico: Independiente               | —  | —  |
| 2007                                                     | Last Day Breathing - Fecha de lanzamiento: 13 de marzo de 2007 - Sello discográfico: Independiente      | —  | —  |
| 2009                                                     | Red Devotion EP - Fecha de lanzamiento: 22 de julio de 2009 - Sello discográfico: Independiente         | —  | —  |
| 2011                                                     | What I've Become - Fecha de lanzamiento: 23 de agosto de 2011 - Sello discográfico: Fair Trade Services | 6  | 18 |
| 2012                                                     | Christmas EP - Fecha de lanzamiento: 19 de noviembre de 2012 - Sello discográfico: Fair Trade Services  | —  | —  |
| 2017                                                     | Let the Light In - Fecha de lanzamiento: 27 de octubre de 2017 - Sello discográfico: BEC Recordings     | 36 | 11 |
| "—" denota que el lanzamiento no logró entrar en listas. | |    |    |

### Sencillos
| Año                                                      | Sencillo            | Máxima posición en listas   | Máxima posición en listas | Máxima posición en listas         | Máxima posición en listas | Máxima posición en listas | Máxima posición en listas | Máxima posición en listas | Álbum            |
| Año                                                      | Sencillo            | Billboard Christian Airplay | Billboard Christian Songs | Billboard Christian Digital Songs | Billboard Christian AC    | Billboard Christian CHR   | Billboard Christian Rock  | UK Christian Songs        | Álbum            |
| -------------------------------------------------------- | ------------------- | --------------------------- | ------------------------- | --------------------------------- | ------------------------- | ------------------------- | ------------------------- | ------------------------- | ---------------- |
| 2004                                                     | «Broken Pieces»     | —                           | —                         | —                                 | —                         | —                         | —                         | —                         | Lose the Alibis  |
| 2011                                                     | «Come Alive»        | —                           | —                         | —                                 | —                         | —                         | 2                         | —                         | What I've Become |
| 2011                                                     | «Everything Good»   | —                           | 17                        | —                                 | 16                        | 21                        | —                         | —                         | What I've Become |
| 2012                                                     | «End of Me»         | —                           | —                         | —                                 | —                         | 14                        | —                         | 2                         | What I've Become |
| 2012                                                     | «On My Own»         | —                           | 33                        | —                                 | —                         | 7                         | 6                         | —                         | What I've Become |
| 2012                                                     | «Keep Me Breathing» | —                           | —                         | —                                 | —                         | —                         | —                         | 1                         | What I've Become |
| 2012                                                     | «Change My Life»    | —                           | 40                        | —                                 | —                         | 22                        | —                         | —                         | What I've Become |
| 2012                                                     | «Unbroken»          | —                           | —                         | —                                 | —                         | —                         | 8                         | —                         | What I've Become |
| 2014                                                     | «Here For A Reason» | 37                          | 47                        | 30                                | —                         | —                         | —                         | —                         | Sencillo         |
| "—" denota que el lanzamiento no logró entrar en listas. |                     |                             |                           |                                   |                           |                           |                           |                           |                  |

### Videos musicales
- "Save Me" (from Red Devotion)
- "End of Me" (from What I've Become)
- "Unbroken" (from What I've Become)

## Premios y nominaciones
| Año  | Premio          | Categoría          | Trabajo nominado | Resultado |
| ---- | --------------- | ------------------ | ---------------- | --------- |
| 2012 | GMA Dove Awards | Álbum rock del año | What I've Become | Nominados |